# Calstock (stacja kolejowa)
 Calstock – stacja kolejowa w miejscowości Calstock na linii Tamar Valley Line. Jest najbardziej na wschód wysuniętą stacją kolejową Kornwalii.

## Ruch pasażerski
Stacja w Calstock obsługuje ok. 27 566 pasażerów rocznie (dane za okres od kwietnia 2021 do marca 2022). Stacja obsługuje połączenia z Plymouth i Gunnislake.